# Alpiner Skieuropacup 2003/04
Die Saison 2003/04 des Alpinen Skieuropacups begann am 2. Dezember 2003 in Åre (SWE) und endete am 13. März 2004 in der Sierra Nevada (ESP). Bei den Männern wurden 32 Rennen ausgetragen (8 Abfahrten, 3 Super-G, 10 Riesenslaloms und 11 Slaloms). Bei den Frauen waren es hingegen 36 Rennen (7 Abfahrten, 6 Super-G, 11 Riesenslaloms und 12 Slaloms). Im Rahmen des Saisonfinale wurden außerdem erstmals ein gemeinsamer Mannschaftswettbewerb und ein Team-Parallelbewerb durchgeführt.

## Europacupwertungen

### Gesamtwertung
| Rang | Name                 | Land       | Punkte |
| ---- | -------------------- | ---------- | ------ |
| 1    | Matthias Lanzinger   | Österreich | 765    |
| 2    | Thomas Graggaber     | Österreich | 702    |
| 3    | Manfred Mölgg        | Italien    | 690    |
| 4    | Reinfried Herbst     | Österreich | 625    |
| 5    | Mario Scheiber       | Österreich | 578    |
| 6    | Alexander Ploner     | Italien    | 529    |
| 7    | Hannes Reiter        | Österreich | 495    |
| 8    | Patrick Thaler       | Italien    | 484    |
| 9    | Johan Clarey         | Frankreich | 465    |
| 100  | Christoph Kornberger | Österreich | 452    |

| Rang | Name               | Land          | Punkte |
| ---- | ------------------ | ------------- | ------ |
| 1    | Karin Blaser       | Österreich    | 940    |
| 2    | Kathrin Zettel     | Österreich    | 904    |
| 3    | Jessica Walter     | Liechtenstein | 629    |
| 4    | Andrea Fischbacher | Österreich    | 602    |
| 5    | Jessica Pünchera   | Schweiz       | 589    |
| 6    | Kathrin Wilhelm    | Österreich    | 587    |
| 7    | Astrid Vierthaler  | Österreich    | 567    |
| 8    | Monika Bergmann    | Deutschland   | 506    |
| 9    | Nadia Fanchini     | Italien       | 492    |
| 100  | Audrey Peltier     | Frankreich    | 491    |

### Abfahrt
| Rang | Name                 | Land       | Punkte |
| ---- | -------------------- | ---------- | ------ |
| 1    | Thomas Graggaber     | Österreich | 564    |
| 2    | Johan Clarey         | Frankreich | 465    |
| 3    | Mario Scheiber       | Österreich | 391    |
| 4    | Matthias Lanzinger   | Österreich | 327    |
| 5    | Christoph Kornberger | Österreich | 314    |

| Rang | Name              | Land       | Punkte |
| ---- | ----------------- | ---------- | ------ |
| 1    | Karin Blaser      | Österreich | 567    |
| 2    | Astrid Vierthaler | Österreich | 415    |
| 3    | Daniela Müller    | Österreich | 298    |
| 4    | Chiara Maj        | Italien    | 261    |
| 5    | Katharina Dorner  | Österreich | 249    |

### Super-G
| Rang | Name                 | Land       | Punkte |
| ---- | -------------------- | ---------- | ------ |
| 1    | Georg Streitberger   | Österreich | 160    |
| 2    | Matthias Lanzinger   | Österreich | 145    |
| 3    | Mario Scheiber       | Österreich | 139    |
| 4    | Andreas Buder        | Österreich | 138    |
| 5    | Christoph Kornberger | Österreich | 135    |

| Rang | Name               | Land       | Punkte |
| ---- | ------------------ | ---------- | ------ |
| 1    | Kathrin Wilhelm    | Österreich | 445    |
| 2    | Andrea Fischbacher | Österreich | 340    |
| 3    | Nadia Fanchini     | Italien    | 284    |
| 4    | Karin Blaser       | Österreich | 279    |
| 5    | Elena Tagliabue    | Italien    | 175    |

### Riesenslalom
| Rang | Name               | Land       | Punkte |
| ---- | ------------------ | ---------- | ------ |
| 1    | Alexander Ploner   | Italien    | 529    |
| 2    | Manfred Mölgg      | Italien    | 514    |
| 3    | Hannes Reiter      | Österreich | 392    |
| 4    | Matthias Lanzinger | Österreich | 293    |
| 5    | Reinfried Herbst   | Österreich | 284    |

| Rang | Name               | Land       | Punkte |
| ---- | ------------------ | ---------- | ------ |
| 1    | Audrey Peltier     | Frankreich | 459    |
| 2    | Laurence Lazier    | Frankreich | 396    |
| 3    | Kathrin Zettel     | Österreich | 379    |
| 4    | Sophie Splawinski  | Kanada     | 344    |
| 5    | Dagmara Krzyzynska | Polen      | 340    |

### Slalom
| Rang | Name               | Land       | Punkte |
| ---- | ------------------ | ---------- | ------ |
| 1    | Patrick Thaler     | Italien    | 393    |
| 2    | Reinfried Herbst   | Österreich | 312    |
| 2    | Lucas Senoner      | Italien    | 312    |
| 4    | Martin Hansson     | Schweden   | 310    |
| 5    | Hannes Paul Schmid | Italien    | 304    |

| Rang | Name              | Land          | Punkte |
| ---- | ----------------- | ------------- | ------ |
| 1    | Monika Bergmann   | Deutschland   | 460    |
| 1    | Veronika Zuzulová | Slowakei      | 460    |
| 3    | Nika Fleiss       | Kroatien      | 439    |
| 4    | Kathrin Zettel    | Österreich    | 431    |
| 5    | Jessica Walter    | Liechtenstein | 381    |

## Podestplatzierungen Herren

### Abfahrt
| Datum      | Ort                         | 1. Platz                 | 2. Platz                                   | 3. Platz                                        |
| ---------- | --------------------------- | ------------------------ | ------------------------------------------ | ----------------------------------------------- |
| 17.12.2003 | Ponte di Legno/Tonale (ITA) | Matthias Lanzinger (AUT) | Jürg Grünenfelder (SUI)                    | Georg Streitberger (AUT)                        |
| 18.12.2003 | Ponte di Legno/Tonale (ITA) | Mario Scheiber (AUT)     | Thomas Graggaber (AUT)                     | Georg Streitberger (AUT)                        |
| 21.01.2004 | Zauchensee (AUT)            | Steven Nyman (USA)       | Johan Clarey (FRA)                         | Matthias Lanzinger (AUT)                        |
| 22.01.2004 | Zauchensee (AUT)            | Johan Clarey (FRA)       | Thomas Graggaber (AUT)                     | Christoph Kornberger (AUT) Mario Scheiber (AUT) |
| 27.01.2004 | Tarvisio (ITA)              | Johan Clarey (FRA)       | Andreas Buder (AUT)                        | Josef Strobl (AUT)                              |
| 28.01.2004 | Tarvisio (ITA)              | Josef Strobl (AUT)       | Thomas Graggaber (AUT) Andreas Buder (AUT) |                                                 |
| 04.02.2004 | Les Orres (FRA)             | Thomas Graggaber (AUT)   | Josef Strobl (AUT)                         | Patrick Staudacher (ITA)                        |
| 05.02.2004 | Les Orres (FRA)             | Thomas Graggaber (AUT)   | Mario Scheiber (AUT)                       | Christoph Kornberger (AUT)                      |

### Super-G
| Datum      | Ort                 | 1. Platz                   | 2. Platz            | 3. Platz             |
| ---------- | ------------------- | -------------------------- | ------------------- | -------------------- |
| 23.01.2004 | Zauchensee (AUT)    | Georg Streitberger (AUT)   | Andreas Buder (AUT) | Mario Scheiber (AUT) |
| 06.02.2004 | Les Orres (FRA)     | Matthias Lanzinger (AUT)   | Konrad Hari (SUI)   | Hannes Reiter (AUT)  |
| 11.03.2004 | Sierra Nevada (ESP) | Christoph Kornberger (AUT) | Josef Strobl (AUT)  | David Poisson (FRA)  |

### Riesenslalom
| Datum      | Ort                  | 1. Platz               | 2. Platz                    | 3. Platz               |
| ---------- | -------------------- | ---------------------- | --------------------------- | ---------------------- |
| 04.12.2003 | Ål (NOR)             | Hannes Reiter (AUT)    | Gauthier de Tessières (FRA) | Alexander Ploner (ITA) |
| 05.12.2003 | Ål (NOR)             | Hannes Reiter (AUT)    | Alexander Ploner (ITA)      | Reinfried Herbst (AUT) |
| 11.12.2003 | St. Vigil (ITA)      | Patrick Bechter (AUT)  | Thomas Grandi (CAN)         | Daniel Albrecht (SUI)  |
| 30.01.2004 | St. Moritz (SUI)     | Dane Spencer (USA)     | Fredrik Nyberg (SWE)        | Sami Uotila (FIN)      |
| 31.01.2004 | St. Moritz (SUI)     | Fredrik Nyberg (SWE)   | Manfred Mölgg (ITA)         | Aleš Gorza (SLO)       |
| 20.02.2004 | Hermagor (AUT)       | Marco Büchel (LIE)     | Matthias Lanzinger (AUT)    | Dane Spencer (USA)     |
| 21.02.2004 | Hermagor (AUT)       | Manfred Mölgg (ITA)    | Marco Büchel (LIE)          | Hannes Reiter (AUT)    |
| 05.03.2004 | Pas de la Casa (AND) | Alexander Ploner (ITA) | Kjetil Jansrud (NOR)        | Aleš Gorza (SLO)       |
| 06.03.2004 | Pas de la Casa (AND) | Alexander Ploner (ITA) | Manfred Mölgg (ITA)         | Reinfried Herbst (AUT) |
| 09.03.2004 | Sierra Nevada (ESP)  | Manfred Mölgg (ITA)    | Alexander Ploner (ITA)      | Patrick Bechter (AUT)  |

### Slalom
| Datum        | Ort                   | 1. Platz                | 2. Platz                 | 3. Platz                |
| ------------ | --------------------- | ----------------------- | ------------------------ | ----------------------- |
| 02.12.2003   | Åre (SWE)             | Patrick Thaler (ITA)    | Manfred Mölgg (ITA)      | Jukka Leino (FIN)       |
| 12.12.2003 * | Obereggen (ITA)       | Manfred Pranger (AUT)   | Jure Košir (SLO)         | Kilian Albrecht (AUT)   |
| 19.12.2003   | Donnersbachwald (AUT) | Manfred Pranger (AUT)   | Jure Košir (SLO)         | Silvan Zurbriggen (SUI) |
| 20.12.2003   | Donnersbachwald (AUT) | Patrick Thaler (ITA)    | Andrej Šporn (SLO)       | Alois Vogl (GER)        |
| 06.01.2004   | Les Menuires (FRA)    | Alois Vogl (GER)        | Hannes Paul Schmid (ITA) | Kilian Albrecht (AUT)   |
| 07.01.2004   | Les Menuires (FRA)    | Jean-Pierre Vidal (FRA) | Hannes Paul Schmid (ITA) | Patrick Thaler (ITA)    |
| 10.01.2004   | Todtnau (GER)         | Reinfried Herbst (AUT)  | Patrick Thaler (ITA)     | Alan Perathoner (ITA)   |
| 11.01.2004   | Todtnau (GER)         | Reinfried Herbst (AUT)  | Cristian Deville (ITA)   | Matteo Nana (ITA)       |
| 01.03.2004   | Kranjska Gora (SLO)   | Lucas Senoner (ITA)     | Mitja Dragšič (SLO)      | Sébastien Amiez (FRA)   |
| 02.03.2004   | Kranjska Gora (SLO)   | Ted Ligety (USA)        | Andrej Šporn (SLO)       | Martin Marinac (AUT)    |
| 08.03.2004   | Sierra Nevada (ESP)   | Lucas Senoner (ITA)     | Alan Perathoner (ITA)    | Manfred Mölgg (ITA)     |

* KO-Slalom

## Podestplatzierungen Damen

### Abfahrt
| Datum      | Ort                         | 1. Platz                | 2. Platz                                | 3. Platz                |
| ---------- | --------------------------- | ----------------------- | --------------------------------------- | ----------------------- |
| 18.12.2003 | Ponte di Legno/Tonale (ITA) | Karin Blaser (AUT)      | Astrid Vierthaler (AUT)                 | Daniela Müller (AUT)    |
| 19.12.2003 | Ponte di Legno/Tonale (ITA) | Karin Blaser (AUT)      | Marie Marchand-Arvier (FRA)             | Elena Fanchini (ITA)    |
| 07.01.2004 | Tignes (FRA)                | Karin Blaser (AUT)      | Chiara Maj (ITA) Katharina Dorner (AUT) |                         |
| 08.01.2004 | Tignes (FRA)                | Karin Blaser (AUT)      | Astrid Vierthaler (AUT)                 | Bryna McCarty (USA)     |
| 21.01.2004 | Innerkrems (AUT)            | Karin Blaser (AUT)      | Bryna McCarty (USA)                     | Silvia Berger (AUT)     |
| 22.01.2004 | Innerkrems (AUT)            | Astrid Vierthaler (AUT) | Nadja Kamer (SUI)                       | Stacey Cook (USA)       |
| 10.03.2004 | Sierra Nevada (ESP)         | Nadja Kamer (SUI)       | Daniela Müller (AUT)                    | Astrid Vierthaler (AUT) |

### Super-G
| Datum      | Ort                         | 1. Platz                 | 2. Platz                 | 3. Platz              |
| ---------- | --------------------------- | ------------------------ | ------------------------ | --------------------- |
| 20.12.2003 | Ponte di Legno/Tonale (ITA) | Andrea Fischbacher (AUT) | Nadia Fanchini (ITA)     | Allison Forsyth (CAN) |
| 05.01.2004 | Tignes (FRA)                | Kathrin Wilhelm (AUT)    | Martina Lechner (AUT)    | Karin Blaser (AUT)    |
| 23.01.2004 | Innerkrems (AUT)            | Bryna McCarty (USA)      | Andrea Fischbacher (AUT) | Karin Blaser (AUT)    |
| 02.02.2004 | Bardonecchia (ITA)          | Kathrin Wilhelm (AUT)    | Andrea Fischbacher (AUT) | Andrea Felber (AUT)   |
| 03.02.2004 | Bardonecchia (ITA)          | Kathrin Wilhelm (AUT)    | Andrea Fischbacher (AUT) | Elena Tagliabue (ITA) |
| 08.03.2004 | Sierra Nevada (ESP)         | Kathrin Wilhelm (AUT)    | Kathrin Zettel (AUT)     | Nadia Fanchini (ITA)  |

### Riesenslalom
| Datum      | Ort                 | 1. Platz                  | 2. Platz                    | 3. Platz                    |
| ---------- | ------------------- | ------------------------- | --------------------------- | --------------------------- |
| 26.01.2004 | Roccaraso (ITA)     | Lilian Kummer (SUI)       | Kathrin Zettel (AUT)        | Audrey Peltier (FRA)        |
| 27.01.2004 | Roccaraso (ITA)     | Lilian Kummer (SUI)       | Magdalena Planatscher (ITA) | Christine Hargin (SWE)      |
| 29.01.2004 | Abetone (ITA)       | Manuela Mölgg (ITA)       | Dagmara Krzyzynska (POL)    | Jessica Kelley (USA)        |
| 30.01.2004 | Abetone (ITA)       | Dagmara Krzyzynska (POL)  | Sophie Splawinski (CAN)     | Audrey Peltier (FRA)        |
| 21.02.2004 | Krompachy (SVK)     | Kaylin Richardson (USA)   | Jessica Walter (LIE)        | Brigitte Acton (CAN)        |
| 27.02.2004 | St. Sebastian (AUT) | Laurence Lazier (FRA)     | Geneviève Simard (CAN)      | Caroline Lalive (USA)       |
| 01.03.2004 | Lachtal (AUT)       | Sophie Splawinski (CAN)   | Audrey Peltier (FRA)        | Laurence Lazier (FRA)       |
| 02.03.2004 | Lachtal (AUT)       | Geneviève Simard (CAN)    | Denise Karbon (ITA)         | Kathrin Wilhelm (AUT)       |
| 05.03.2004 | La Molina (ESP)     | Karina Birkelund (NOR)    | María José Rienda (ESP)     | Magdalena Planatscher (ITA) |
| 06.03.2004 | La Molina (ESP)     | María José Rienda (ESP)   | Kathrin Zettel (AUT)        | Audrey Peltier (FRA)        |
| 12.03.2004 | Sierra Nevada (ESP) | Emmanuelle Colomban (FRA) | Silke Bachmann (ITA)        | Audrey Peltier (FRA)        |

### Slalom
| Datum      | Ort                 | 1. Platz                | 2. Platz                   | 3. Platz                  |
| ---------- | ------------------- | ----------------------- | -------------------------- | ------------------------- |
| 21.12.2003 | Tonalepass (ITA)    | Veronika Zuzulová (SVK) | Line Viken (NOR)           | Nicole Gius (ITA)         |
| 22.12.2003 | Tonalepass (ITA)    | Monika Bergmann (GER)   | Annemarie Gerg (GER)       | Therese Borssén (SWE)     |
| 10.01.2004 | La Plagne (FRA)     | Monika Bergmann (GER)   | Šárka Záhrobská (CZE)      | Laure Pequegnot (FRA)     |
| 16.01.2004 | Leukerbad (SUI)     | Malin Hultdin (SWE)     | Karina Birkelund (NOR)     | Therese Borssén (SWE)     |
| 05.02.2004 | Lenggries (GER)     | Šárka Záhrobská (CZE)   | Monika Bergmann (GER)      | Line Viken (NOR)          |
| 06.02.2004 | Lenggries (GER)     | Jessica Walter (LIE)    | Kathrin Zettel (AUT)       | Veronika Zuzulová (SVK)   |
| 17.02.2004 | Rogla (SLO)         | Nika Fleiss (CRO)       | Kathrin Zettel (AUT)       | Henna Raita (FIN)         |
| 18.02.2004 | Rogla (SLO)         | Kathrin Zettel (AUT)    | Nika Fleiss (CRO)          | Jessica Walter (LIE)      |
| 22.02.2004 | Krompachy (SVK)     | Monika Bergmann (GER)   | Michaela Kirchgasser (AUT) | Veronika Zuzulová (SVK)   |
| 23.02.2004 | Krompachy (SVK)     | Veronika Zuzulová (SVK) | Monika Bergmann (GER)      | Florine de Leymarie (FRA) |
| 28.02.2004 | St. Sebastian (AUT) | Kathrin Zettel (AUT)    | Jessica Pünchera (SUI)     | Kathrin Hölzl (GER)       |
| 13.03.2004 | Sierra Nevada (ESP) | Daniela Zeiser (AUT)    | Jessica Pünchera (SUI)     | Silke Bachmann (ITA)      |

## Teambewerbe

### Team-Parallelbewerb
Am Start waren 8 Teams mit je 2 Männern und 2 Frauen: je 1 Team aus Österreich, Spanien, Schweiz, Frankreich, Slowenien, Italien und 2 gemischte Teams (Deutschland/Österreich und Schweden/Slowenien/Tschechien).
| Datum      | Ort                 | 1. Platz                                                          | 2. Platz                                                         | 3. Platz                                                                                   |
| ---------- | ------------------- | ----------------------------------------------------------------- | ---------------------------------------------------------------- | ------------------------------------------------------------------------------------------ |
| 10.03.2004 | Sierra Nevada (ESP) | Schweiz (Marc Berthod, Nadja Kamer, Philipp Käslin, Ella Alpiger) | Slowenien (Andrej Šporn, Ana Kobal, Bernard Vajdič, Urška Rabič) | Österreich (Christian Flaschberger, Martina Geisler, Martin Kroisleitner, Manuela Suitner) |

### Nationen-Bewerb
Am Start waren 7 Teams mit je 2 Männern und 2 Frauen: je 1 Team aus Frankreich, Italien, Österreich und der Schweiz, 2 Teams aus Spanien und 1 gemischtes Team (Finnland, Andorra, Tschechien). Jeder Teilnehmer absolvierte einen Super-G und einen Riesenslalomlauf.
| Datum      | Ort                 | 1. Platz                                                               | 2. Platz                                                                     | 3. Platz                                                                    |
| ---------- | ------------------- | ---------------------------------------------------------------------- | ---------------------------------------------------------------------------- | --------------------------------------------------------------------------- |
| 11.03.2004 | Sierra Nevada (ESP) | Schweiz (Ella Alpiger, Konrad Hari, Martina Bühler, Jürg Grünenfelder) | Frankreich (Isa Tripard, Freddy Rech, Aurélie Santon, Gauthier de Tessières) | Italien (Alexandra Coletti, Manuel Carrozza, Silke Bachmann, Stefan Thanei) |